# Netherbird
Netherbird var ett hårdrocksband med influenser från death, black och till vissa delar doom metal. Bandet bildades i Stockholm, Sverige 2004. Debutalbumet The Ghost Collector gavs ut 2008 och sista albumet blev Arete från 2021. Netherbird släppte sin musik för fri nedladdning parallellt med fysiska skivor till försäljning fram till 2014. Bandet har haft många olika gästmusiker på sina inspelningar och endast två medlemmar, Nephente och Bizmark, har medverkat på alla inspelningar. Bandet lades ner 2023.

## Historia
Netherbird bildades 2004 av vokalisten Nephente och gitarristen Bizmark och släppte sin första singel, Boulevard Black, året därpå. I mars 2007 utgavs trespårs-EP:n Blood Orchid och i augusti samma år en ny EP, med sex spår, benämnd Lighthouse Eternal (Laterna Magika).
Debutalbumet The Ghost Collector gavs ut 2008 på Pulverised Records och uppföljaren Monument Black Colossal släpptes 9 juli 2010 av Scarecrow Music Group. I oktober 2011 utgavs EP:n Shadows and Snow och i december släpptes ännu en 4-spårs EP, Abysmal Allure. Tredje albumet, The Ferocious Tides of Fate gavs ut av Scarecrow Music 2013, och sedan 2014 lades bandet på is på obestämd tid.
Bandet återvände i juni 2016 med singeln Windwards och den 28 oktober släpptes det fjärde fullängdsalbumet, The Grander Voyage, denna gång på Black Lodge. I april 2017 utgavs bandets första samlingsalbum Hymns from Realms Yonder.
27 september 2019 släpptes bandets femte studioalbum Into the Vast Uncharted på Eisenwald.
Netherbirds sista album Arete gavs ut 2021 och bandet avslutade sin verksamhet två år senare med de sista spelningarna i oktober 2023.

## Medlemmar[9]

### Nuvarande medlemmar
- Nephente (Johan Fridell) – sång (2004 – 2014, 2016 – 2023)
- Bizmark (PNA) (Pontus Andersson) – gitarr, keyboard, sång (2004 – 2014, 2016 – 2023)
- Johan Nord – gitarr, sång (2009–2014, 2016 – 2023)
- Tobias Jakobsson – basgitarr (2012–2014), sologitarr (2016 – 2023)
- Micke André – basgitarr, sång (2016 – 2023)
- Fredrik Andersson – trummor (2016 – 2023)

### Tidigare medlemmar
- Grim – gitarr (2004–2008)
- Adrian Erlandsson – trummor (2007–2010)
- Tobias Gustafsson – basgitarr (2009–2012)
- Erik Röjås – trummor (2010–2012)
- Nils Fjellström – trummor (2012–2014)
- Stark (Love Stark aka Sev) – trummor (2014)

### Turnerande medlemmar
- Erik Molnar – basgitarr (2011–2012)
- Tinitus (Tobias Jacobsson) – basgitarr (2012)
- Ljusebring (Ibrahim Stråhlman) – trummor (2012)
- Robert Bäck – trummor (2013)

## Diskografi[9]

### Demo
- Boulevard Black Promo (1 spår) – (2005)
- Promo 2009 (2 spår) – (2009)

### Studioalbum
- The Ghost Collector – (2008)
- Monument Black Colossal – (2010)
- The Ferocious Tides of Fate – (2013)
- The Grander Voyage – (2016)
- Into the Vast Uncharted – (2019)
- Arete – (2023)

### Samlingsalbum
- Hymns from Realms Yonder – (2017)

### EP
- Blood Orchid (3 spår) – (2007)
- Lighthouse Eternal (Laterna Magika) (6 spår) – (2007)
- Covered in Darkness (4 spår) – (2009)
- Shadows and Snow (4 spår) – (2011)
- Abysmal Allure (4 spår) – (2011)
- Boulevard Black / Blood Orchid (3 spår) – (2012)

### Singlar
- "Boulevard Black Single" (2 spår) – (2006)
- "Elegance and Sin" (1 spår) – (2013)
- "Windwards" (2 spår, utöver titelspåret även "Sculptors and Spectres") – (2016)
- "Pillars of the Sky" (2 spår, utöver titelspåret även "Brazen Splendour") – (2016)
- "Saturnine Ancestry" (1 spår) – (2019)
- "Lunar Pendulum" (1 spår) – (2019)
- "Mercury Skies" (1 spår) – (2019)